# 魯普甘傑烏帕齊拉
魯普甘傑乌帕齐拉是孟加拉国納拉揚甘傑縣的一个乌帕齐拉，位於達卡专区的納拉揚甘傑縣。。

## 人口
據1991年孟加拉國人口普查，魯普甘傑共有戶數64,902戶，人口375935人。其中男性佔比53.0)%，女性佔比47.00%；成年人口187,590人。該地7歲以上人口之平均識字率為37.9%，高於全國平均值（32.4%）。